# Mosquée de Tala Amara
La mosquée de Tala Amara (en kabyle : Lǧameε n Tala Σmara), (en tifinagh : ⵍⴵⴰⵎⴻⵄ ⵏ ⵜⴰⵍⴰ ⴰⵎⴰⵔⴰ) est une mosquée située dans le village Kabyle Tala Amara, en Algérie. Elle se trouve en plein centre du village.
La mosquée est surtout renommée pour son architecture Kabyle, avec des motifs qu'on trouve sur la poterie kabyle.